# Pseudatrichia macalpeni
Pseudatrichia macalpeni är en tvåvingeart som beskrevs av Kelsey 1974. Pseudatrichia macalpeni ingår i släktet Pseudatrichia och familjen fönsterflugor. Inga underarter finns listade i Catalogue of Life.